# 황페이자

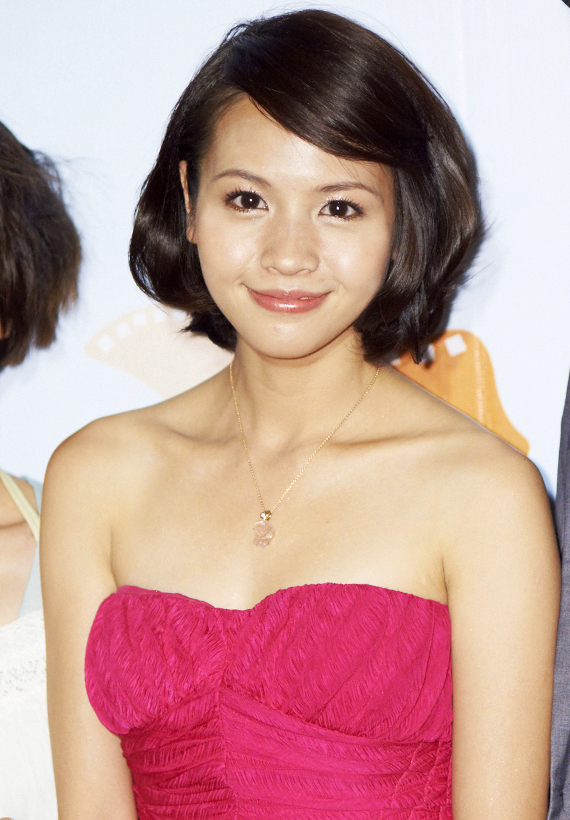

황페이자(중국어 정체자: 黃姵嘉, 병음: Huáng Pèijīa, 한자음: 황패가, 1988년 7월 29일 ~ )는 대만의 배우이다.

## 방송
- 동락회
- 사루적천당
- 도시구집

## 영화
- 화려연